# Més per Menorca
Més per Menorca, sovint escurçat com a Més Menorca, és un partit polític de l'àmbit menorquí d'ideologia menorquinista, sobiranista, ecologista, feminista i d'esquerres. El projecte Més per Menorca es donà a conèixer el juliol de 2014 amb el manifest "Un futur millor és a les nostres mans". Actualment compta amb més de 670 adherits i amb el suport de quatre partits polítics: Partit Socialista de Menorca, Esquerra Republicana de Menorca, IniciativaVerds Menorca i Equo i està obert a noves incorporacions.
Més per Menorca s'ha presentat a les eleccions al Consell Insular de Menorca i al Parlament de les Illes Balears dels anys 2015 i 2019 per la circumscripció de Menorca.
Des del 13 de maig de 2022 forma part de l'Aliança Lliure Europea.

## Història

### Primeres assemblees
Les primeres assemblees de Més per Menorca serviren per posar les bases de l'organització: es va debatre l'ideari polític i ètic de la formació, les bases de funcionament i el calendari i reglament per al procés de primàries. A més, es va elegir un grup coordinador o motor encarregat de l'elaboració de diferents documents i de coordinar les primàries. S'acordà que Més per Menorca es presentàs a les eleccions com una coalició de partits, la fórmula jurídica que més s'ajusta a la formació. Tot i això, Més per Menorca no està format tan sols per partits polítics sinó també per persones independents.
A la quarta assemblea es presentà el primer esborrany del Document de Compromís Ètic, un codi ètic perparat per l'equip motor. La versió definitiva d'aquest codi fou aprovada més endavant per l'assemblea. D'aquesta Assemblea sorgí també un equip encarregat de donar forma de programa a totes les propostes programàtiques que els adherits havien fet arribar per internet.
A la cinquena assemblea es ratificà el procés de primàries i es donaren a conèixer els candidats i lemes de campanya: "Ja és ben hora!" i "Menorca més que mai".
El primer esborrany de programa electoral fou presentat a la sisena assemblea. Altres punts secundaris d'aquesta assemblea foren l'aprovació definitiva del pressupost de la campanya o del Document de Compromís Ètic.

## Primàries
El procés de primàries de Més per Menorca per elegir els candidats per a les eleccions autonòmiques de 2015 es dividí en dues fases tal com estipulava el reglament i el calendari aprovat a la segona assemblea.
La primera fase tingué per objecte l'elecció de les persones que encapcelaren les llistes. Es presentà un únic candidat a cada llista: Joan Manel Martí i Llufriu pel Parlament i Maite Salord i Ripoll pel Consell. El procés fou obert a la ciutadania. L'elecció dels candidats tingué lloc del dos al quatre de gener telemàticament i dia quatre presencialment.
La segona fase de primàries serví per confeccionar els llocs restants de les llistes electorals. El termini per presentar candidatures s'obrí el 19 de gener i es tancà el 4 de març i en total es presentaren 13 persones (sis dones i set homes) per a formar la llista presentada al Consell i 14 (sis dones i vuit homes) al Parlament. Per a ambdues llistes eren necessaris 12 candidats (a més del cap de llista) i un mínim de 3 suplents, per la qual cosa el nombre de candidats presentats són suficients per omplir fins i tot, els primers llocs de suplents. A més, les llistes s'elaboraren assegurant la paritat de gènere tal com estableix la legislació electoral de les Balears.
Es va poder votar de forma presencial el dia 15 de març i via correu electrònic des dos dies abans. Dia 16 de març es feren públics els resultats provisionals. Després de diferents canvis provocats per problemes tècnics i les incorporacions dels darrers suplents, les llistes quedaren de la següent manera: 
|    | Consell insular de Menorca |    | Parlament de les Illes Balears |  |
| -- | -------------------------- | -- | ------------------------------ |  |
| 1  | Maite Salord               | 1  | Joan Manel Martí               |  |
| 2  | Miquel Maria               | 2  | Patricia Font                  |  |
| 3  | Maria Sellarès             | 3  | Josep Castells                 |  |
| 4  | Miquel Preto               | 4  | Raquel Marquès                 |  |
| 5  | Margarida Vinent           | 5  | Josep Foguet                   |  |
| 6  | Manuel Lora                | 6  | Laia Obrador                   |  |
| 7  | Clàudia Pons               | 7  | Antoni Moll                    |  |
| 8  | Damià Moll                 | 8  | Sandra Galmés                  |  |
| 9  | Magdalena Cardona          | 9  | Oscar Garcia                   |  |
| 10 | Francesc Pons              | 10 | Leonor Berja                   |  |
| 11 | Maite Pons                 | 11 | Carlos Nicobara                |  |
| 12 | Ramon Rosselló             | 12 | Mariona Riera                  |  |
| 13 | Carme Rocamora             | 13 | Pedro Medina                   |  |
| S1 | Simó Ferrando              | S1 | Judith Aisa                    |  |
| S2 | Begoña Oquiñena            | S2 | Nicolau Palliser               |  |
| S3 | Sergi Marí                 | S3 | Maria Pilar Vinent             |  |

### Territori MÉS que mai i Cultura MÉS que mai
Els candidats al Consell i Parlament de Més per Menorca iniciaren aquestes dues campanyes amb l'objectiu de reafirmar el compromís amb el territori (Territori MÉS que mai) i la cultura (Cultura MÉS que mai, que s'allargà fins dia 12 d'abril) de Més per Menorca mitjançant fotografies amb la naturalesa i motius culturals respectivament. Es convidà qualsevol persona a participar en les campanyes.

### Consell Insular
Una volta celebrades les eleccions, les tres formacions progressistes que obtingueren representació a la màxima institució menorquina (PSIB-PSOE, Més per Menorca i PODEMos Menorca), iniciaren unes negociacions per tal de poder formar un govern tripartit. El principal escull del procés de negociació fou la presidència del Consell. La candidata del PSOE, Susana Mora reclamà la presidència argumentant que era la candidata de la llista més votada de les tres. Tot i això, Podem es negà a entrar a un govern presidit pel PSOE, i es mostrà partidari de la presidència de la candidata de Més per Menorca, Maite Salord. Des de Més per Menorca es defensà la formació d'un govern integrat per les tres formacions (8 consellers electes) i presidit per una persona de consens, de tal manera que la persona que presidís el govern no fos un obstacle per a la seva formació.
Finalment s'optà per una fórmula que va satisfer mínimament a totes formacions: un govern integrat pels vuit consellers de les tres formacions i amb presidència compartida, és a dir, presidit per l'ecosobiranista Maite Salord des de 2015 a 2017 i per Susana Mora de 2017 a 2019.
Així, Maite Salord esdevingué presidenta del Consell Insular de Menorca, prenent possessió del càrrec el dia 4 de juliol de 2015. Salord adoptà les responsabilitats, a més, del departament de carreteres. Per altra banda, els altres dos consellers electes de Més per Menorca també adquiriren responsabilitats: Miquel À. Maria esdevingué Conseller de Cultura i Educació i Maria Sellarès Consellera de Promoció Turística, Artesania i Transports.

### Govern de les Illes Balears
Arran també de les eleccions al Parlament de les Illes Balears de 2015 del 24 de maig, s'inicià també un procés de negociacions entre PSIB-PSOE, Podem, Més per Mallorca, Més per Menorca i Gent per Formentera per tal de constituir un govern progressista per a les Illes Balears.
Finalment, Podem optà per no entrar en el nou executiu, liderat per la candidata del PSIB-PSOE, Francina Armengol. Per la seva banda, Més per Menorca proposà a l'escriptora i periodista Esperança Camps Barber com a Consellera de Participació, Transparència i Cultura, que fou nomenada el 2 de juliol de 2015. Així doncs, el nou govern quedà format per PSIB-PSOE, Més per Mallorca i Més per Menorca i rebé, a més, el suport parlamentari de Podem i Gent per Formentera.
A les eleccions al Parlament de les Illes Balears de 2019 Francina Armengol fou reelegida amb un govern de pacte del Partit Socialista, Podem i MÉS per Mallorca amb el suport extern de Més per Menorca i Gent per Formentera.

## Ara més
El 29 d'abril de 2022 es va presentar la coalició Ara Més formada per Més per Mallorca, Més per Menorca, Ara Eivissa i persones independents per concórrer a les eleccions generals espanyoles de 2023 i garantir la seva presència al Congrés dels Diputats d'Espanya. El 2024 Ara Més es va incorporar a la coalició electoral Ara Repúbliques per concórrer a les eleccions europees.

## Resultats electorals

### Parlament de les Illes Balears
| Eleccions | Vots  | %    | Escons | +/- | Govern                           | Candidat            |
| --------- | ----- | ---- | ------ | --- | -------------------------------- | ------------------- |
| 2011      | 3.723 | 0,89 | 1 / 59 |     | Oposició                         | Nel Martí           |
| 2015      | 6.582 | 1,52 | 3 / 59 | 2   | Coalició (PSIB-MÉS-MpMe)         | Nel Martí           |
| 2015      | 6.582 | 1,52 | 3 / 59 | 2   | Suport extern (des d'abril 2017) | Nel Martí           |
| 2019      | 6.058 | 1,41 | 2 / 59 | 1   | Suport extern                    | Josep Castells Baró |

### Congrés dels Diputats
| Congrés dels Diputats |               |               |               |                    |                      |
| Eleccions             | Illes Balears | Illes Balears | Illes Balears | Candidatura        | Candidat             |
| Eleccions             | Vots          | %             | Escons        | Candidatura        | Candidat             |
| 2019 (I)              | 25.191        | 4,86          | 0 / 8         | Veus Progressistes | Guillem Balboa Buika |
| 2019 (II)             | 18.295        | 4,03          | 0 / 8         | Més Esquerra       | Guillem Balboa Buika |

### Consell de Menorca
| Eleccions | Vots  | %     | Escons | +/- | Govern               | Candidat              |
| --------- | ----- | ----- | ------ | --- | -------------------- | --------------------- |
| 2015      | 7.038 | 18,74 | 3 / 13 |     | Coalició (PSIB-MpMe) | Maite Salord i Ripoll |
| 2019      | 6.953 | 17,82 | 3 / 13 | =   | Coalició (PSIB-MpMe) | Maite Salord i Ripoll |

### Ajuntaments
| Eleccions | Menorca | Menorca | Menorca  | Menorca   |
| Eleccions | Vots    | %       | Regidors | Alcaldies |
| --------- | ------- | ------- | -------- | --------- |
| 2015      | 6.708   | 1,53    | 22 / 114 | 2 / 8     |
| 2019      | 7.163   | 1,64    | 23 / 112 | 2 / 8     |